# Leiopus nebulosus
Espèce
Synonymes
- Cerambyx bifasciatus Goeze, 1777 nec Linnaeus, 1767[2]
- Cerambyx monilis Goeffroy, 1785[2]
- Cerambyx nebulosus Linnaeus, 1758[2]
- Cerambyx parvus tigriformis Voet, 1778[2]
- Cerambyx taeniatus Gmelin, 1790[2]
- Leiopus nebulosa (Linnaeus, 1758)[2]
- Liopus nebulosus (Linnaeus) Colas, 1928[2]

Leiopus nebulosus est un insecte coléoptère longicorne.

## Liste des sous-espèces et variétés
Selon BioLib (30 mai 2018) :
- sous-espèce Leiopus nebulosus caucasicus Ganglbauer, 1887
- sous-espèce Leiopus nebulosus nebulosus (Linnaeus, 1758)
  - variété Leiopus nebulosus var. dissimilis Pic, 1889
  - variété Leiopus nebulosus var. siculus Pic, 1924
  - variété Leiopus nebulosus var. unifasciatus Pic, 1891

Selon Catalogue of Life (30 mai 2018) :
- sous-espèce Leiopus nebulosus caucasicus Ganglbauer, 1887